# Médaille d'honneur de la mutualité
La médaille d’honneur de la mutualité est une décoration civile française instituée en 1898/1899 qui officialisait la médaille des Secours mutuels instaurée en 1852 mais qui ne pouvait être portée en public. Elle disparaît en 1936, étant remplacée par l’ordre du Mérite social.

## Historique
En France, le décret-loi du 26 mars 1852 organisa le système mutualiste naissant et institua la médaille des Secours mutuels destinée à récompenser le dévouement, ainsi que les services exceptionnels des membres et dirigeants des sociétés de secours mutuels.
C’est par le décret du 27 mars 1858, que fut créé un premier ruban de couleur noire avec liserés bleus, ce qui permit aux titulaires de porter leur médaille, mais non « en tout autre lieu et hors le temps des réunions. » Ce ne fut qu’en 1898, et par la loi du 1er avril, que la possibilité de la porter en public sera donnée. Enfin, un arrêté du 22 mars 1899 officialisera la nouvelle dénomination de médaille d'honneur de la mutualité et déterminera la couleur des rubans des médailles d'argent et d'or :
- Le ruban de la médaille d'argent sera marqué par un liséré d'argent de chaque côté de la partie bleue à l'intérieur.
- Le ruban de la médaille d'or sera marqué par un liséré d'or de chaque côté de la partie bleue à l'intérieur.

La médaille d’honneur de la Mutualité comportait cinq échelons de récompense :
- un diplôme de mention honorable attribué après 3 ans de services ;
- la médaille de bronze pour 2 ans de services après la mention honorable ;
- la médaille d’argent pour 3 ans de services après la médaille de bronze ;
- la médaille d’or pour 4 ans de services après la médaille d’argent ;
- la croix de rappel de la médaille d’or, décernée pour 10 ans de services après la médaille d’or. Cette croix de rappel de la médaille d’or avait été créée en 1926.

La médaille d’honneur de la Mutualité, dont l'attribution faisait l’objet d’une remise d’un diplôme, disparut en 1936 et fut remplacée par l’ordre du Mérite social créé le 25 octobre de cette même année.

## Description
| Type / Version        | Médaille de bronze | Médaille d'argent | Médaille d'argent | Médaille d'or | Croix de rappel de la Médaille d’Or |
| Type / Version        | Médaille de bronze | Avers             | Revers            | Médaille d'or | Croix de rappel de la Médaille d’Or |
| --------------------- | ------------------ | ----------------- | ----------------- | ------------- | ----------------------------------- |
| 1er modèle 1852 - XX  |                    |                   |                   |               | -                                   |
| 2ème modèle XX - XX   |                    |                   |                   |               | -                                   |
| 3ème modèle XX - 1898 |                    |                   |                   |               | -                                   |
| 4ème modèle 1898 - XX |                    |                   |                   |               | -                                   |
| 5ème modèle XX - 1936 |                    |                   |                   |               |                                     |
| Rappel (ruban)        |                    |                   |                   |               |                                     |